# 무촉수강
무촉수강(Nuda)은 촉수가 없는 유즐동물이다. 무촉수강은 오이빗해파리목만이 알려져 있다.

## 특징
몸은 종모양 또는 원뿔모양이고, 촉수와 촉수초가 없다. 넓은 입과 넓은 인두를 가지며 납작하다. 즐판열은 몸의 전길이로 있고, 8개의 적도관은 연결되어 그물모양을 이루며 반구부는 주름져 있다.

## 분류
무촉수강은 오이빗해파리과만 알려져 있다. 오이빗해파리과는 두가지 속으로 나뉘어 있다.
- 오이빗해파리속 (Beroe)
  - B. abyssicola
  - B. australis
  - B. baffini
  - B. basteri
  - B. campana
  - B. compacta
  - B. constricta
  - 오이빗해파리 (B. cucumis)
  - B. culcullus
  - B. flemingii
  - B. forskalii
  - B. gilva
  - B. hyalina
  - B. gracilis
  - B. macrostoma
  - B. mitraeformis
  - B. mitrata
  - B. ovale
  - B. ovata
  - B. pandorina
  - B. penicillata
  - B. ramosa
  - B. roseus
  - B. rufescens
- 네이스속 (Neis)
  - Neis cordigera

## 참고 문헌
- 《동물분류학》 - 한국동물분류학회(2008), 집현사